# Scopula shiskensis
Scopula shiskensis là một loài bướm đêm trong họ Geometridae.